# Internetseelsorge

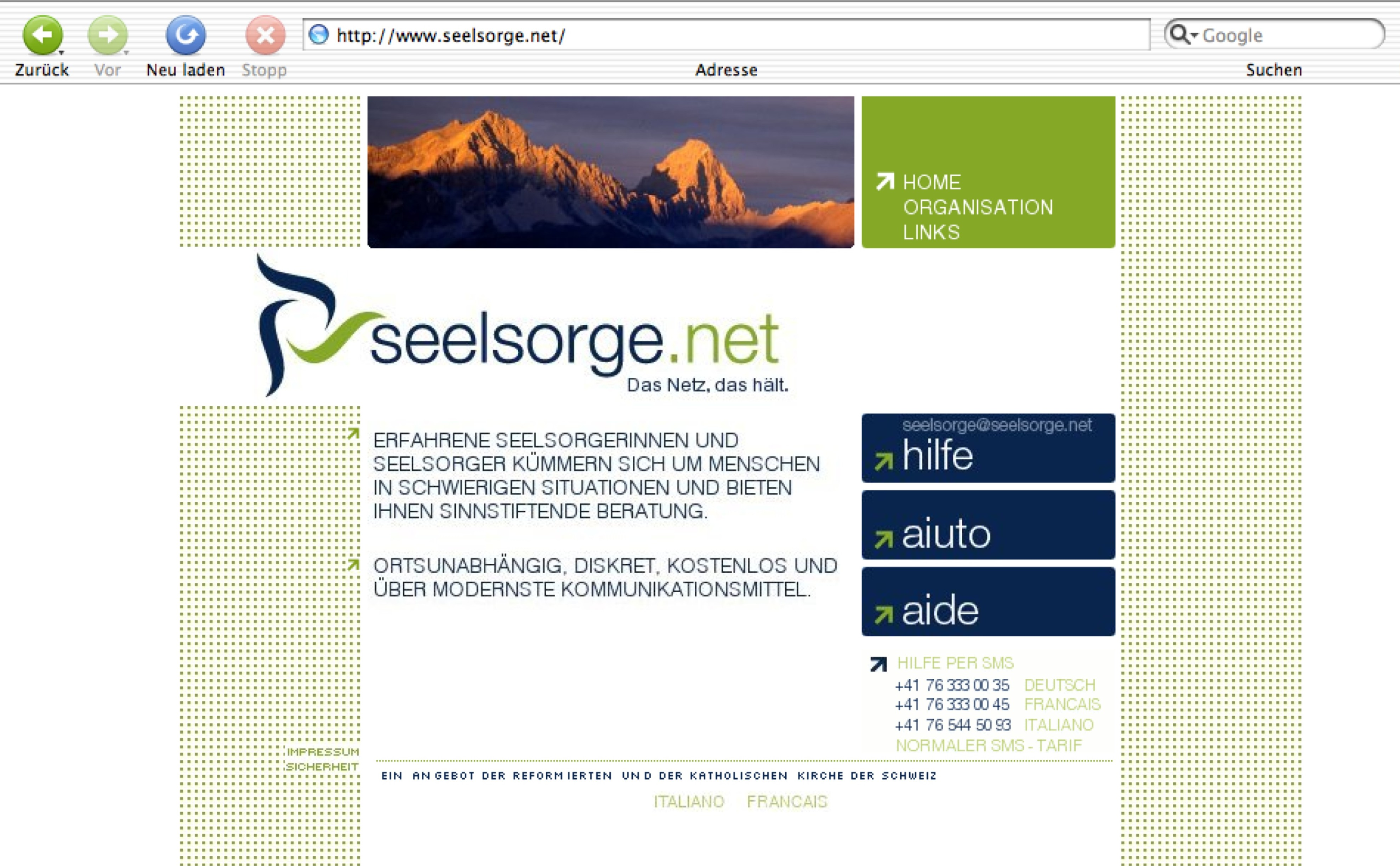
Der Internet-Auftritt der ökumenischen Internet-Seelsorge der Schweizer Kirchen www.seelsorge.net wurde im Jahre 2005 mit einem neuen Corporate Identity ausgestattet

Der Begriff Internetseelsorge bezeichnet Seelsorge, die über das Internet medial vermittelt wird und interaktiv stattfindet, und ist somit eine Sonderform der lebensraumorientierten Seelsorge. Anders als bei der ökumenischen Telefonseelsorge, die sich als eigene Organisation entwickelt hat und inzwischen ihren Namen markenrechtlich schützen lässt, wird Internetseelsorge von unterschiedlichen Seelsorgern und Organisationen angeboten.
Abzugrenzen von Internetseelsorge ist das reine Informationsangebot über Seelsorge. Zwar können solche Informationen eine Orientierung bieten und Menschen ggf. weiter helfen. Das Seelsorgeangebot selbst verweist dann jedoch über das Internet hinaus ohne innerhalb dieser medialen Plattform ein interaktives Kommunikationsangebot bereitzustellen.
Als Informations- und Kommunikationsplattform bietet das Internet auch für Beratung und Seelsorge neue Möglichkeiten. So bieten einzelne Seelsorger, aber auch Initiativen und Organisationen der evangelischen und katholischen Kirchen, bereits seit Mitte der 1990er Jahre Internetseelsorge an.  Die kirchlichen Spitzenverbände der freien Wohlfahrtspflege, Diakonie und Caritas, haben ebenfalls Angebote der interaktiven Kommunikation im Netz, die unter die Rubrik Onlineberatung fallen.

## Einsatz des Internets
Der Begriff Internetseelsorge wird in einem sehr breiten Zusammenhang gebraucht. Es handelt sich um Seelsorge, bei der eine Kommunikation in irgendwelcher Form übers Internet stattfindet. Dabei kommen sehr unterschiedliche Ansätze zu Tage: Kontaktaufnahme über eine Webseite, Seelsorge per E-Mail, Chat oder in Foren, bis hin zu SMS-Seelsorge, die über ein SMS-Gateway abgewickelt werden. Oft werden auch Kombinationen dieser Technologien eingesetzt.

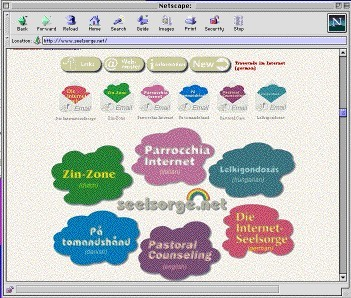
Internationaler Auftritt vom Seelsorge.net vom 28. Juni 1998

Mit dem ersten Konzept einer Seelsorge im Netz, deren Leitsätze lauteten: Seelsorge als Angebot auf allen wichtigen Kommunikationskanälen und Helfen, ohne nach Schuld zu fragen und ohne Dank zu erwarten, waren bereits am 27. September 1995 der Schweizer Pfarrer Jakob Vetsch und der IT-Spezialist Stefan Hegglin auf dem Pluto-Rechner beim Neutechnikum Buchs SG (NTB) und ab Anfang 1996 bei Vorarlberg Online online gegangen. Ihr waren auch die ersten Dienste Behinderte im Internet / Handicapped on the Internet mit A. David Brown sowie ab 1998 Trauernde im Internet mit Ebo und Monique Aebischer-Crettol angegliedert; dem Team gehörte damals auch Mary Olson aus Ohio USA mit ihrem ersten interreligiös offenen Dienst The Abrahamic Family / Die Familie Abrahams an. Bald bot ein Team die ökumenische Mail-Seelsorge in verschiedenen Sprachen und Ländern an: Deutsch (Die Internet-Seelsorge), Italienisch (Parrochia Internet, ab Mai 1996), Französisch (cure d'âme, Aide Spirituelle), Englisch (Pastoral Counseling / Pastoral Care on the Internet, ab September 1997), Niederländisch (Zin-Zone, ab 1998), Ungarisch (Lelkigondozás, ab Oktober 1997) und Dänisch (På tomandshånd, ab März 1997). Es bildete während Jahren das Seelsorge-Angebot im Internet, nicht nur für die Schweiz, sondern auch für das Kathweb Österreich, das Bistum Würzburg, die EKD in Deutschland, die Lutherische Kirche Ungarn u. a.
Am 29. Juli 1999 kam in Zusammenarbeit mit dem Telekommunikationsunternehmen diAx, später Sunrise, die erste SMS-Seelsorge dazu, welche auch über die Applikation WAP abgerufen werden konnte.

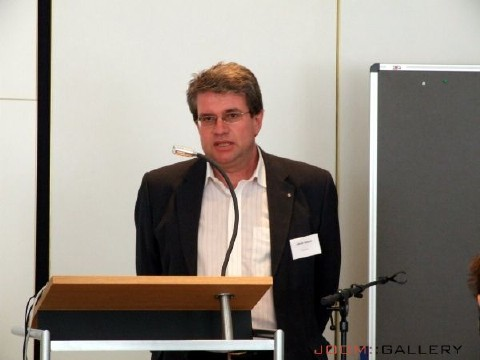
Jakob Vetsch an der 16. ECIC vom 16. Juni 2011 in München

Ab 1996 hatte sich im internationalen Bereich auch die Europäische Christliche Internet Konferenz (ECIC) formiert, in welcher Jakob Vetsch zusammen mit Iain Morrison (Schottland), Matthias Schnell und Klaus Stoll (Deutschland), Carla Vermin-Anderson (Niederlande) sowie Gábor Bogdányi (Ungarn) im Lenkungsausschuss (Steering Committee) mitwirkte und als Referent für die Seelsorge im Internet (Pastoral Care on the Internet) diente. Deren erste Zusammenkunft fand am Wochenende vom 22./23. November 1996 in den Räumlichkeiten vom Gemeinschaftswerk der Evangelischen Publizistik in Frankfurt statt und wurde von zweiunddreißig Delegierten aus zehn Ländern besucht.
Im Jahr 1998 wurde in Deutschland mit rund sechs Millionen Bundesbürgerinnen und Bundesbürgern im Alter zwischen 14 und 39 Jahren gerechnet, welche das Internet nutzten. Bei der Internet-Seelsorge meldeten sich damals vor allem männliche Ratsuchende zwischen dreißig und vierzig Jahren, eine Altersgruppe, die den Kirchen ziemlich verloren gegangen war. Als Maxime für das Engagement der Kirchen konnte damals der Satz gelten, der von Father John Ealey bereits in der Times vom 8. Mai 1996 zitiert wurde: Wenn der Sohn Gottes heute leben würde, wäre er im Netz und würde sich mit Menschen über die ganze Welt hinweg verständigen.
Im Corona-Jahr 2020, dem Jahr des 25-Jahr-Jubiläums der Internetseelsorge, suchte eine Rekordzahl von Jugendlichen und Erwachsenen Hilfe bei Seelsorge.net. Über vierzig Prozent der Userinnen und User waren unter dreißig Jahren. Viele suchen bei Seelsorge.net auch eine Begleitung in religiösen und spirituellen Themen. Naturgemäß waren 2020 ganz allgemein verstärkte Tätigkeiten der Kirchen und der kirchlichen Angebote sowie deren Inanspruchnahme im digitalen Bereich zu beobachten. Die Nachfrage für digitale Seelsorgebegleitung hält jedoch auch in den Jahren nach der Pandemie an.

## Konzeptionelle Unterschiede
Darüber hinaus gibt es auch konzeptionell erhebliche Unterschiede: Viele Internetseelsorger geben sich als Person zu erkennen, indem sie ein Kurzprofil ihrer Person – zum Teil mit Foto – auf ihre Homepage setzen. Es gibt demgegenüber aber auch das Konzept der Anonymität auf beiden Seiten. Dieses Konzept hat die Telefonseelsorge, analog zu ihren Grundsätzen am Telefon, im Internet realisiert.
Katholische Internetseelsorgestellen haben sich auf dem Internetseelsorge-Portal www.internetseelsorge.de der Katholischen Arbeitsstelle Missionarische Pastoral der Deutschen Bischofskonferenz zusammengeschlossen und bieten dort Menschen in schwierigen Lebenssituationen verschlüsselte Kurzberatungen über mehrere Antworten hinweg mittels Mailberatung an. Ein Berater wird vom Klienten ausgewählt. Die Berater stellen sich mit Foto vor. Klienten melden sich an und erhalten ein Konto beim Anbieter, über das die Beratung abgewickelt wird.
Auf evangelischer Seite gibt es vergleichbare Angebote wie die Netseelsorge der Badischen Landeskirche. Darüber hinaus gibt es die Chatseelsorge der Evangelisch-lutherischen Landeskirche Hannovers und der Evangelischen Kirche im Rheinland mit einem Gruppenchat zu bestimmten Zeiten und Gelegenheit zu separierten Einzelchats. 2020 ging unter dem Namen Schreiben statt Schweigen eine anonyme Chatseelsorge des Jugendpfarramtes der Nordkirche an den Start. In der Schweiz gibt es ein gemeinsames Angebot der reformierten und der katholischen Kirchen (Seelsorge.net), das Beratung mittels Mail beinhaltet, als auch von 1999 bis 2018 mittels SMS.

## Erfahrungen aus der Praxis
Die Erfahrungen der Anbieter von Internetseelsorge zeigen, dass entgegen den zunächst vermuteten Erwartungen die seelsorglichen Kontakte im Internet intensiv sind. Ratsuchende beschreiben beispielsweise bei der Telefonseelsorge im Internet, dass sie über Probleme schreiben, die sie noch niemandem anvertraut haben. Gerade die Niederschwelligkeit des Angebots und die Möglichkeit der Anonymität bewirken, dass diese Form der Seelsorge intensiv werden kann. Dabei entsteht die paradoxe Situation einer Nähe durch Distanz, die bei der Telefonseelsorge seit Beginn dieser ebenfalls medial vermittelten Seelsorge beschrieben wird. Diese Distanz durch das Medium ermöglicht dabei sogar Kommunikation zu Themen, die sonst eher als Tabu gelten: Glaubensfragen, Sexualität, Sterben, Tod, Schuld und Vergebung. Für viele Menschen scheinen Chat- und Mailkommunikation noch niederschwelliger zu sein als das Telefongespräch, da man im Internet nicht einmal die Stimme gebrauchen muss.

## Herausforderungen und Probleme
Die Seelsorge im Internet bringt neue Probleme und Fragestellungen zu Qualität und Rahmenbedingungen des Angebots mit sich. So hat das Thema Internetseelsorge bislang kaum in den Ausbildungscurricula von Seelsorgern Einzug gehalten. Die speziellen Punkte wie Internetsucht, „Suizidalität und Internet“ oder allgemein „Psychologie und Internet“, Medienkompetenz, interaktive Öffentlichkeitsarbeit usw. werden vielfach von den Verantwortlichen in der Aus- und Weiterbildung noch kaum gesehen. Ein Problem stellt auch die scheinbare Anonymität des Netzes dar, die es in Wirklichkeit nicht gibt. Das Beobachten der Kommunikation ist leicht möglich. Menschen, die sich im Internet an Seelsorger wenden, können unter Umständen „belauscht“ werden, ohne dass dies den Beteiligten bewusst ist. Wichtig ist es deshalb, praxisnahe Konzepte zu entwickeln, die Qualität der Angebote und Vertraulichkeit auch im Internet gewährleisten.